# Ursula von Mangoldt-Reiboldt

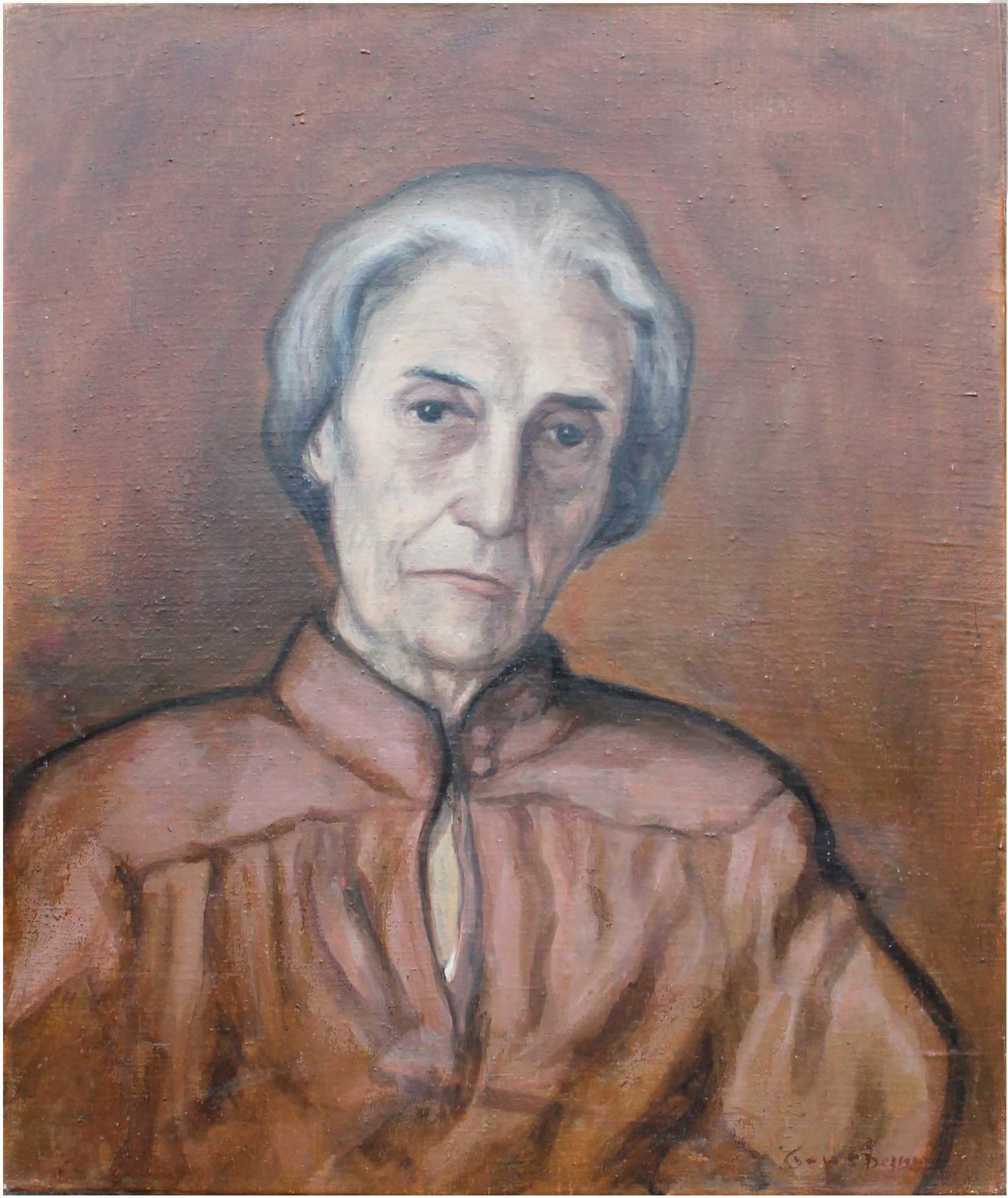
Ursula von Mangoldt. Porträt, 1980, Ölgemälde von Martin Gensbaur

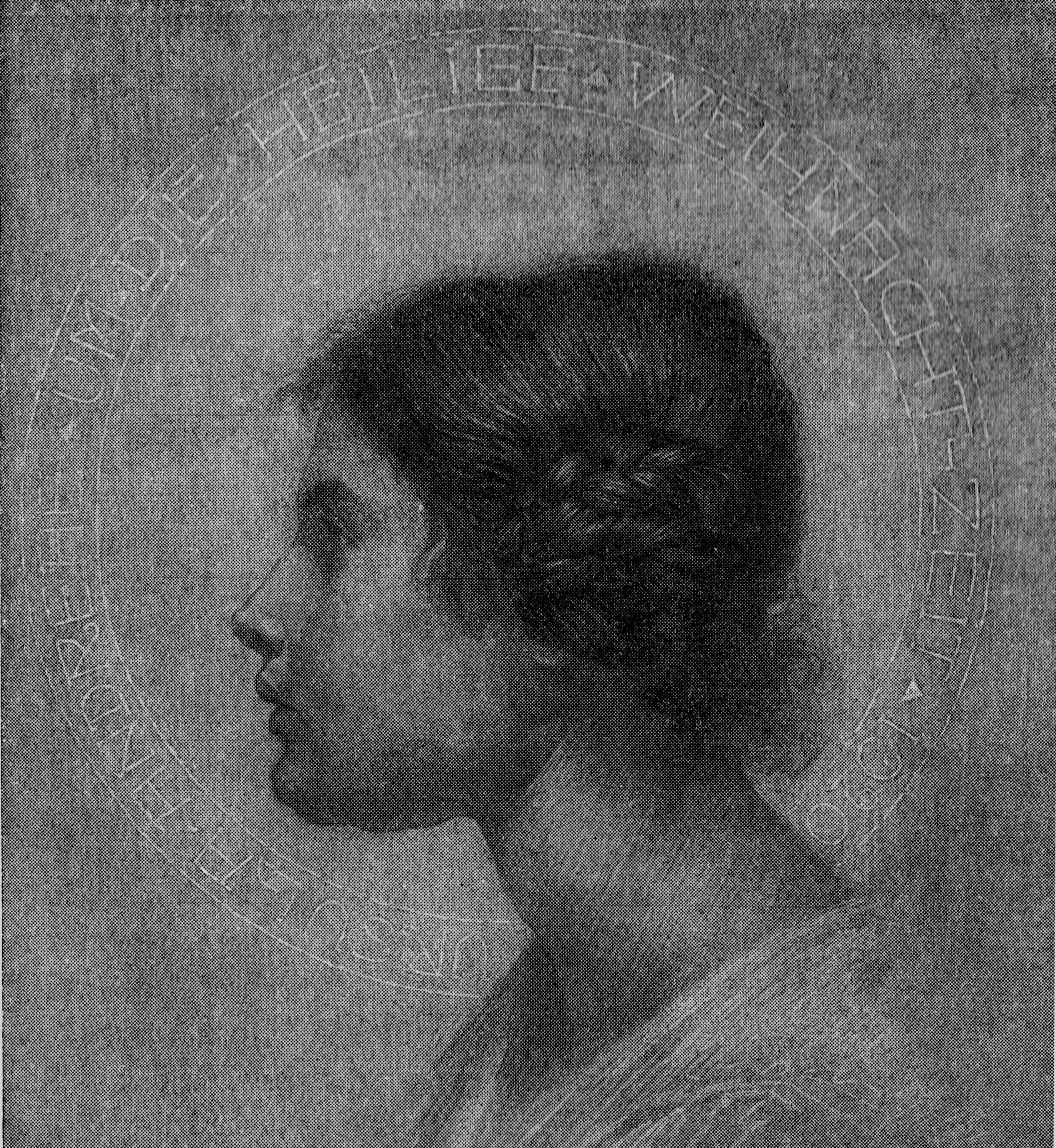
Ursula Andreae – Um die heilige Weihnacht Zeit 1920. Pastellzeichnung von Melchior Lechter

Ursula von Mangoldt-Reiboldt (* 3. November 1904 in Berlin als Ursula Andreae; † 27. Juni 1987 in Bad Säckingen) war eine deutsche Schriftstellerin, Übersetzerin und Verlegerin.

## Leben
Ursula-Ruth von Mangoldt-Reiboldt war die Tochter des Berliner Bankiers Fritz Andreae. Ihre Mutter Edith (1883–1952) war die Schwester Walther Rathenaus. Aus ihrer Jugendzeit, die sie mit ihren drei Schwestern in Berlin verbrachte, hat sie im Buch Auf der Schwelle zwischen gestern und morgen erzählt. Die Beziehung zu ihrem Onkel Walther Rathenau wird dabei sehr in den Vordergrund gestellt. In ihrem großbürgerlichen, jüdisch-christlichen Elternhaus verkehrten zahlreiche prominente Persönlichkeiten aus Kultur, Politik und Wirtschaft. Als Kind wollte sie sich zusammen mit ihrer älteren Schwester wegen schlechter Schulnoten das Leben nehmen. Sie legte zu Ostern 1923 ihr Abitur am Grunewald-Gymnasium in Berlin ab.
Sie studierte evangelische Theologie und promovierte 1928 an der Universität Heidelberg über das Thema: „Das religiöse Problem des Schicksals im Atheismus der Gegenwart“. 1927 heiratete sie Hans Karl von Mangoldt-Reiboldt. 1934 konnte der Verleger Fritz Werle (1899–1977) sie als Mitarbeiterin gewinnen.
Als Schriftstellerin ist sie besonders mit Büchern über Lebensführung und Meditation hervorgetreten, dazu galt ihr spezielles Interesse dem Handlesen. Als Übersetzerin und Verlegerin gab sie in ihrem O. W. Barth Verlag zahlreiche Werke zu spirituellen und esoterischen Themen heraus. In Bad Säckingen, wo sie zusammen mit Wolf Freiherr von Fritsch bis zu ihrem Tode lebte, gab sie in ihrem Christianapolis-Verlag die Zeitschrift Meditation heraus. In dieser Zeit war sie u. a. mit Alma von Stockhausen und Hortense von Gelmini befreundet.

## Werke

### Psychologie und Religion
- Das religiöse Problem des Schicksals im Atheismus der Gegenwart. Erläutert an den Werken von Paul Ernst, Max Maurenbrecher, Christoph Schrempf. Hohmann, Darmstadt 1928 (= Diss. Heidelberg 1927).
- So spricht der Koran. Barth 1953.
- Auftrag der Frau. Barth, München 1955.
- Das Menschenbild. Stufen der menschlichen Entwicklung. Barth, München 1956.
- Der Teufel ward auf die Erde geworfen und muss als Teufel schaffen. Barth, München 1957.
- Der Tod als Antwort auf das Leben. Barth, München 1957.
- Buddha lächelt, Maria weint. Die zwei Weisen des Heils. Barth, München 1958.
- Meditation, Heilkraft im Alltag. Barth, Weilheim 1960.
- So spricht Zen. Barth, München 1960.
- Lebenshilfe für gute und schlechte Tage. Gesammelte Vorträge und Aufsätze. Barth, Weilheim 1965.
- Meditation und Kontemplation aus christlicher Tradition. Anregungen für alle Suchenden. Barth, Weilheim 1966.
- Zwischen Zeit und Ewigkeit. Lebensprobleme des Menschen. Barth, Weilheim 1967.
- Der harte Gott. Eine Wirklichkeit. Barth, Weilheim 1968.
- Lebensmut gewinnen. Herder, Freiburg im Breisgau 1976, ISBN 3-451-07602-0.
- Östliche und westliche Meditation. Einführung und Abgrenzung. Kösel, München 1977, ISBN 3-466-25665-8.
- Das Glück der Gelassenheit. Lebenserfahrungen. Herder, Freiburg im Breisgau 1979, ISBN 3-451-07705-1.
- Auf der anderen Seite der Verzweiflung oder Rückkehr zu einem christlichen Bewusstsein. Walter, Olten 1979, ISBN 3-530-54415-9.
- Leben aus eigener Kraft. Wie kann die Frau zu sich selbst finden? Herder, Freiburg im Breisgau 1980, ISBN 3-451-07775-2.
- Was unser Leben sinnvoll macht. Orientierungspunkte. Herder, Freiburg im Breisgau 1982, ISBN 3-451-07993-3.
- Sollen wir auf einen andern warten? Heilslehren und biblischer Glaube. Herder, Freiburg im Breisgau 1987, ISBN 3-451-08367-1.

### Chirologie
- Die Hand. Erkenntnis und Deutung ihres Ausdrucks. Kampmann, Freiburg im Breisgau 1932; 2. verb. A. Barth, München 1949.
- Der Kosmos in der Hand. Ein Beitrag zur Signaturenlehre. Barth, Planegg 1934.
- Schicksal in der Hand. Diagnosen und Prognosen. Origo, Zürich 1949; neu bearb. A. Barth, München 1974, ISBN 3-502-66449-8.
- Sinnesstörungen in der Signatur der Hand. Barth, München 1950.
- Kinderhände sprechen. Barth, München 1951.
- Der Mensch im Spiegel der Hand (mit Karlfried Graf Dürckheim). Barth, München 1955.
- Die Innenhand. Die Bedeutung der Handberge und der Handlinien. Ein cheirologisches Lehrbuch. Barth, München 1959.
- Zeichen des Schicksals im Bild der Hand. Anlagen und Möglichkeiten. Walter, Olten 1961.
- (Hrsg.:) Das große Buch der Hand. Deutung der Hand durch fünf Jahrhunderte. Barth, Weilheim 1967; Goldmann, München 1992, ISBN 3-442-13616-4.
- Wer bin ich? Lebens- und Schicksalsweg aus dem Bild der Hand. Herder, Freiburg im Breisgau 1977, ISBN 3-451-07626-8.
- Erkenne dich selbst im Bild deiner Hand. Ein Lehrbuch. Walter, Olten 1980, ISBN 3-530-54416-7.
- Was sagt unsere Hand? Einführung in die Handdeutung. Herder, Freiburg im Breisgau 1982, ISBN 3-451-07942-9.
- Was steckt in meinem Kind? Anlagen und Begabungen im Spiegel der Kinderhand. Herder, Freiburg im Breisgau 1984, ISBN 3-451-08122-9.

### Autobiografisches
- Auf der Schwelle zwischen Gestern und Morgen. Begegnungen und Erlebnisse. Barth, Weilheim 1963.
- Gebrochene Lebenslinie. Mein Weg zwischen den Zeiten. Herder, Freiburg im Breisgau 1981, ISBN 3-451-07850-3.